# Малюга Григорій Васильович
Григорій Васильович Малюга (нар. 3 лютого 1914 в селі Котовка Магдалинівського району Дніпропетровської області — пом. 19 серпня 2000) — радянський військовий і український громадський діяч, генерал-майор Збройних сил СРСР, бойовий офіцер, військовий спеціаліст і дипломат.
Випускник військової академії Генерального штабу Збройних сил СРСР ім. Ворошилова. Тридцять дев'ять років свого життя Григорій Малюга віддав службі у лавах збройних сил, за що нагороджений високими державними нагородами — 7 орденами, 18 медалями.
25 грудня 1944 року підполковник, тричі орденоносець Григорій Малюга призначається помічником начальника групи представників уповноваженого Ради Народних Комісарів СРСР у справах репарації у звільнену від фашистів Францію. Група у справах репарації, до якої входив Г. Малюга, працювала спільно з відповідною групою військових спеціалістів Великої Британії, під проводом британського воєначальника, фельдмаршала Монтгомері Бернард Лоу.
Беручи до уваги вірність присязі, високий військовий професіоналізм, політичну культуру, здібності і досвід дипломатії Григорія Малюгу призначають старшим військовим представником МО СРСР в Монгольській Народній Республіці.
Службу на далекому сході Г. В. Малюга продовжив військовим представником МО СРСР у Китайській Народній Республіці. Оцінкою роботи того періоду у Китаї, є той факт, що за особистим проханням Мао Цзедуна, з яким Григорій Малюга мав дружнє, професійне та особисте знайомство, працював на цій посаді два терміни.
За плідну роботу по зміцненню обороноздатності Г. В. Малюги нагороджений орденом Бойового Червоного Прапора, а такожі 6 медалями «Дружба» Монгольської НР, Корейської НДР і Китайської НР.
У лютому 1971 року генерал-майор Малюга Г. В. призначається старшим викладачем управління військами військової академії Генерального штабу Збройних сил СРСР ім. Ворошилова.
Після проголошення незалежності України, із патріотичних переконань, Г. В. Малюга покинув Москву і разом із дружиною Прасковією Василівною, повертається в Україну до міста Дніпропетровська.
У Дніпропетровську генерал Григорій Малюга брав активну участь в державному будівництві, діяльності громадських організацій, зокрема в Народному Русі України та Всеукраїнському об'єднанні ветеранів, як співголова обласного відділення.

## Життєпис
Малюга Григорій Васильович народився 03.02.1914 року в селі Котовка Дніпропетровської області.
Предки Григорія Малюги походять з козацького роду.
Батько, Василь Малюга, закінчив церковно-прихідську школу, опанував професію коваля, придбав декілька десятин землі та додатково заробляв на життя своєї родини своїми руками в кузні. Мати, Марія Малюга, народила та разом із батьком виховувала п'ятеро дітей.
Після закінчення семирічної школи у 1928 році, Григорій Малюга продовжував навчання на робітничому факультеті Київського Ветеринарно-Зоотехнічного інституту в селі Андріївці, Нехворощанського району Полтавської області.
Після строкової служби у Червоній Армії Григорій Малюга з січня 1936 року по червень 1936 року проходить навчання на курсах інструкторів райвиконкомів при ВУЦВК в м. Харкові.
Працюючи на посаді завідувача справами, пізніше — начальника 1-ї частини Осипенківського (нині місто Бердянськ, Запорізької області) міського військкомату, Григорій Малюга навчається в Осипенківському педагогічному інституті (м. Бердянськ).

## Початок трудового життя
У 1932 році Григорій Малюга мобілізований до Червоної армії для проходження строкової служби на посаді рядового червоноармійця в маневровій групі 66-го Памірського прикордонного загону.
31 травня 1935 року Григорій Малюга демобілізований у запас.
Одразу після демобілізації, з червня 1935 року Григорій Малюга працює інструктором редакції газети «Орільська правда» Котівського району Дніпропетровської області.
З січня 1936 року Григорій Малюга навчається на курсах інструкторів райвиконкомів при ВУЦВК в м. Харкові, які закінчив у червні 1936 року.
З липня 1936 року Григорій Малюга призначений на посаду завідувача відділу кадрів Котівського райвиконкому Дніпропетровської області.
20 листопада 1938 року Григорій Малюга призначений на посаду завідувача справами Осипенківського міського військкомату. 22 лютого 1940 року Григорій Малюга призначений на посаду начальника 1-ї частини, де прослужив до лютого 1941 року.
1 березня 1941 року Григорій Малюга переведений на посаду начальника 1-ї частини Пологівського районного військкомату Одеського військового округу.

## Військова освіта
У жовтні 1941 року Григорія Малюгу направляють на командирські курси Південного фронту, які він закінчує в лютому 1942 року, і призначається на посаду командира взводу 47-го стрілецького полку 15 стрілецької дивізії, Південного фронту.
Підполковник Григорій Малюга з вересня 1944 року навчається на вищих офіцерських курсах «Вистріл» у місті Сонцегірськ, що за 65 кілометрів від Москви.
Підполковник Григорій Малюга в травні 1945 року зараховується слухачем Військової Академії імені М. В. Фрунзе. У листопаді 1948 року Григорій Малюга успішно закінчує академію і направляється для подальшого проходження служби на посаді старшого офіцера Оперативного управління штабу Київського військового округу.
Генерал-майор Малюга Г. В. призначається старшим викладачем управління військами, військової академії Генерального штабу Збройних сил СРСР ім. Ворошилова.

## Участь у бойових діях, поранення
Григорій Малюга, будучи командиром взводу 47-го стрілецького полку 15 стрілецької дивізії Південного фронту, в бою при захисті села Миколаївка, одного із районів Донбасу, у березні 1942 року отримав наскрізне осколкове поранення.
У квітні 1942 року старший лейтенант Григорій Малюга призначається заступником командира окремого навчального батальйону 15-ї стрілецької дивізії 13-ї армії Брянського фронту. У бою на річці Тім на Брянщині 28 червня 1942 року Григорій Малюга повторно отримав осколкове поранення.
16 жовтня 1943 року при форсуванні річки Дніпро майор Г. В. Малюга отримав контузію.
25 жовтня 1943 року в селі Красний Ріг Бородянського району Київської області в бою отримав третє тяжке поранення правого кульшового суглоба і наскрізне кульове поранення 3,4,5 пальців правої руки з пошкодженням кісток. З 26 жовтня до 28 грудня 1943року лікувався у 86-му польовому шпиталі (ПП66437).
Керуючи військами при прориві німецької оборони в літньому наступі 15-ї стрілецької дивізії 46-ї армії в Білорусі, 25 липня 1944 року підполковник Григорій Малюга вчетверте отримав численні осколкові поранення лівого плеча.

## Військова служба
У лютому 1942 року лейтенант Григорій Малюга призначається на посаду командира взводу 47-го стрілецького полку 15-ї стрілецької дивізії Південного фронту.
У квітні 1942 року старший лейтенант Григорій Малюга призначається заступником командира окремого навчального батальйону 15-ї стрілецької дивізії 13-ї армії Брянського фронту.
У вересні 1942 року Г. В. Малюга призначається помічником начальника оперативного відділу штабу 15-ї стрілецької дивізії 13-ї армії, яка веде бої з фашистами на території Комарічського, Суземського районів Брянської області, Новгород-Сіверського району Чернігівської області.
Капітан Григорій Малюга в жовтні 1942 року призначається на посаду начальника штабу 321-го стрілецького полку 15-ї стрілецької дивізії.
Маючи досвід штабної роботи і керівництва бойовими операціями, Г. В. Малюга розробив план звільнення від нацистів окуповані землі силами малої крові з участю розвідників та добровольців. В ніч на Різдво Христове 1943 року, 321-й стрілецький полк 15-ї стрілецької дивізії, знявши без пострілу німецьку охорону, знищив батальйон німецької піхоти, взяв німецькі трофеї і визволили від нацистів села Горки, Алешки, Прудки, Петровське Брянської області. За цю бойову операцію, здійснену за ініціативою і безпосередньої участі Григорія Малюги у січні 1943 року, був нагороджений орденом Червоної Зірки. [Архівовано 8 лютого 2012 у WebCite]

Командир полку, полковник Волощенко в службово–бойовій характеристиці на Малюгу Григорія Васильовича 15 березня 1943 року писав:
«…З роботою на займаній посаді справляється повністю. За час роботи на посаді начальника штаба полку показав себе дисциплінованим, старанним, ініціативним командиром. В складній бойовій обстановці швидко орієнтується і приймає свої самостійні рішення. Тактично грамотний. Загальноосвітній рівень — достатній. Вміє керувати боєм. За успішне виконання завдань командування і правильне керівництво боєм нагороджений орденом „Червоної Зірки“. Користується заслуженим авторитетом серед особового складу. Займаній посаді відповідає».
За умілу організацію взаємодії родів військ на посаді начальника штабу 321-го стрілецького полку 15-ї стрілецької дивізії майор Григорій Малюга при звільненні від нацистів Брянщини, Чернігівщини, Київщини був відзначений вдруге, високою державною нагородою — заслуженим орденом Кутузова 3-ї ступені. [Архівовано 8 лютого 2012 у WebCite]
28 грудня 1943 року Г. В. Малюга був призначений на посаду помічника начальника оперативного відділу штабу 9-го стрілецького корпусу, де прослужив до 15 лютого 1944 року.
У лютому 1944 року Г. В. Малюга призначений начальником оперативного відділення 15-ї стрілецької дивізії. Підполковник Григорій Малюга, звільняючи від нацистів, пройшов землі України, Брянщини. Він розробив тактичний план дій звільнення Білорусі, який успішно реалізований 24 червня 1944 року у бою 15-ї стрілецької дивізії з нацистами. Г. В. Малюга уміло організував взаємодію артилерії, самохідних гармат і піхоти, при звільненні населеного пункту Петровичів Поліської області, за що був нагороджений орденом «Червоного прапора».
У жовтні 1944 року, Г. В. Малюга відкликаний в розпорядження уповноваженого Ради Народних Комісарів СРСР із справ репарації.
25 грудня 1944 року підполковник, тричі орденоносець Григорій Малюга призначається помічником начальника групи представників уповноваженого Ради Народних Комісарів СРСР у справах репарації у звільнену від нацистів Францію. Група у справах репарації, до якої входив Г.Малюга, працювала спільно з відповідною групою під проводом британського воєначальника, фельдмаршала Монтго́мері Берна́рд Ло́у.
Підполковник Григорій Малюга в травні 1945 року зараховується слухачем Військової Академії імені М. В. Фрунзе, одночасно виконує обов'язки заступника командира механізованого полку.
У листопаді 1948 року Григорій Малюга успішно закінчує академію і направляється для подальшого проходження служби на посаді старшого офіцера Оперативного управління штабу Київського військового округу до 11 серпня 1950 року.
З вересня 1950 року — Г. В. Малюга начальник штабу 7-го окремої гвардійської стрілецької бригади.
18 вересня 1952 року Г. В. Малюга призначений начальником штабу 20-го стрілецького корпусу.
Після закінчення Вищої Військової Академії ім. К. Є. Ворошилова Григорій Малюга у листопаді 1956 року, призначений на генеральську посаду — першим заступником Начальника штаба 25 армії Далекосхідного військового округу.
У травні 1958 року призначається командиром 56-ї мотострілецької дивізії Далекосхідного військового округу.
У вересні 1963 року генерал-майор Григорій Малюга призначається першим заступником начальника штабу Сибірського військового округу.
У березні 1967 року генерал-майор Григорій Малюга призначається заступником командувача військ з бойової підготовки — начальником відділу бойової підготовки Сибірського військового округу.
Беручи до уваги вірність присязі, високий військовий професіоналізм, політичну культуру, здібності і досвід дипломатії Григорія Васильовича призначають старшим військовим представником МО СРСР в Монгольській Народній Республіці. Маючи гарну військову підготовку і великий досвід роботи на штабних і командних посадах, він уміло керував роботою великого колективу військових спеціалістів для надання допомоги командуванню Монгольської Народної Армії в питаннях формування армії, підвищення боєздатності її частин та підрозділів.
Службу на далекому сході Г. В. Малюга продовжив військовим представником МО СРСР у Китайській Народній Республіці. Оцінкою роботи того періоду у Китаї, є той факт, що за особистим проханням Мао Цзедуна Григорій Малюга працював на цій посаді два терміни.
Службова діяльність генерала Малюги Г. В. сприяла зміцненню дружніх відносин з далекосхідними друзями. За плідну роботу по зміцненню обороноздатності МНР, урядом МНР Г. В. Малюга нагороджений орденом Бойового Червоного Прапора і 6 медалями «Дружба» Монгольської НР, Корейської НДР і Китайської НР.
Саме з такою характеристикою Генерального штабу МО СРСР Генерал-майор Г. В. Малюга через 15 років повертається до Москви, як досвідчений військовий стратег. У лютому 1971 року генерал-майор Малюга Г. В. назначається старшим викладачем управління військами військової академії Генерального штабу Збройних сил СРСР ім. Ворошилова.

## Громадське життя, викладацька діяльність
22 лютого 1953 року мешканці міста Білої Церкви обирають Г. В. Малюгу депутатом міськради.
12 березня 1967 року Г. В. Малюга обраний депутатом Новосибірської міськради.
Вимогливий, дисциплінований генерал Г. В. Малюга брав активну участь в громадській діяльності радянської колонії в МНР. Обирався членом об'єднаного партійного комітету при посольстві СРСР в МНР, виступав з лекціями та доповідями.
У лютому 1971 року генерал-майор Малюга Г. В. призначається старшим викладачем управління військами військової академії Генерального штабу Збройних сил СРСР ім. Ворошилова.
Після проголошення незалежності України, Г. В. Малюга разом із дружиною повертається в Україну до міста Дніпропетровська.
У Дніпропетровську генерал Григорій Малюга брав активну участь в розбудові держави, діяльності громадських організацій, зокрема в Народному Русі України та Всеукраїнському об'єднанні ветеранів, як співголова обласного відділення. Він, спілкуючись з городянами, односельцями, публічно заявив про вихід із лав КПРС. Використовуючи архівні матеріали Григорій Васильович виступав з лекціями, бесідами у трудових колективах, студентами, школярами, на радіо, телебаченні розповідав про подвиги побратимів 15 стрілецької дивізії, яка у вересні 1941 році, захищала Амур-Нижньодніпровський район міста. Дніпропетровська.
Помер Григорій Васильович Малюга 19 серпня 2000 року. Похований Г. Малюга в селі Котовка, Магдалинівського району, Дніпропетровської області.

## Особисте життя
У 1936 році одружився з Прасковією (Параскою) Василівною Уризко, — сиротою з села Мар'ївки, Дніпропетровської області, батьки якої померли з голоду в 1921році.
У 1938 році народився єдиний син Анатолій.
У 1963 році народилася єдина внучка Малюга Анна Анатоліївна, а в 1984 єдина правнучка Малюга Юлія Алексееевна, яка в даний вреся має 3 дітей (Алісу, Анатолія та Данилу).

## Державні нагороди
Григорій Васильович Малюга віддав службі у лавах збройних сил тридцять дев'ять років свого життя. За віддану службу нагороджений сімома орденами, 18 медалями.
У січні 1943 року нагороджений орденом Червоної Зірки. [Архівовано 8 лютого 2012 у WebCite]
У жовтні 1943 року нагороджений орденом Кутузова III ступеню. [Архівовано 8 лютого 2012 у WebCite]